# Tejster
Tejster (Cepphus) är ett släkte i familjen alkor inom ordningen vadarfåglar. Släktet omfattar tre arter:
- Tobisgrissla (C. grylle)
- Glasögontejst (C. carbo)
- Beringtejst (C. columba)